# Inscuinatoyac
Inscuinatoyac är en ort i Mexiko.   Den ligger i kommunen Chilpancingo de los Bravo och delstaten Guerrero, i den södra delen av landet, 240 km söder om huvudstaden Mexico City. Inscuinatoyac ligger 582 meter över havet och antalet invånare är 686.
Terrängen runt Inscuinatoyac är kuperad åt nordost, men åt sydväst är den bergig. Inscuinatoyac ligger nere i en dal. Runt Inscuinatoyac är det ganska tätbefolkat, med 120 invånare per kvadratkilometer. Närmaste större samhälle är El Fresno, 16,8 km öster om Inscuinatoyac. I omgivningarna runt Inscuinatoyac växer huvudsakligen savannskog.